# سد لا بارانکوسا
سد لا بارانکوسا (به اسپانیایی: La Barrancosa Dam) یک سد و نیروگاه برقابی در آرژانتین است که در Puerto Santa Cruz, Santa Cruz Province, Argentina واقع شده‌است.